# Rover Série 200
A série  200  era dedicada aos modelos compactos da MG Rover, desenvolvidos em parceria com a Honda.
A versão 213, apresentada à imprensa em junho de 1984, era equipada com um motor de 1.342 cc, que fornecia 70 hp de potência.
A versão 216, lançada em maio de 1985, era equipada com um motor de 1.600 cc.
Em 1998, era fabricada a versão 216 Si CVT que era equipada com um motor de 1588 cc, que fornecia 111 hp de potência e era equipado com transmissão continuamente variável (Câmbio CVT).

## Vendas
198543.669;
198645.197;
198750.254;
198858.890;
198968.316